# Łamistrajk

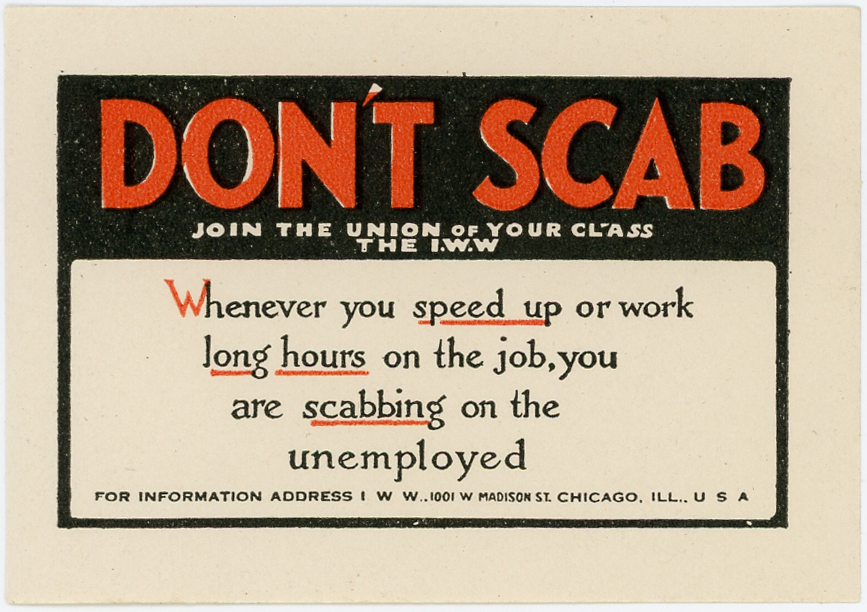
Plakat przeciw łamistrajkom Robotników Przemysłowych Świata „Nie bądź strupem/ łamistrajkiem”

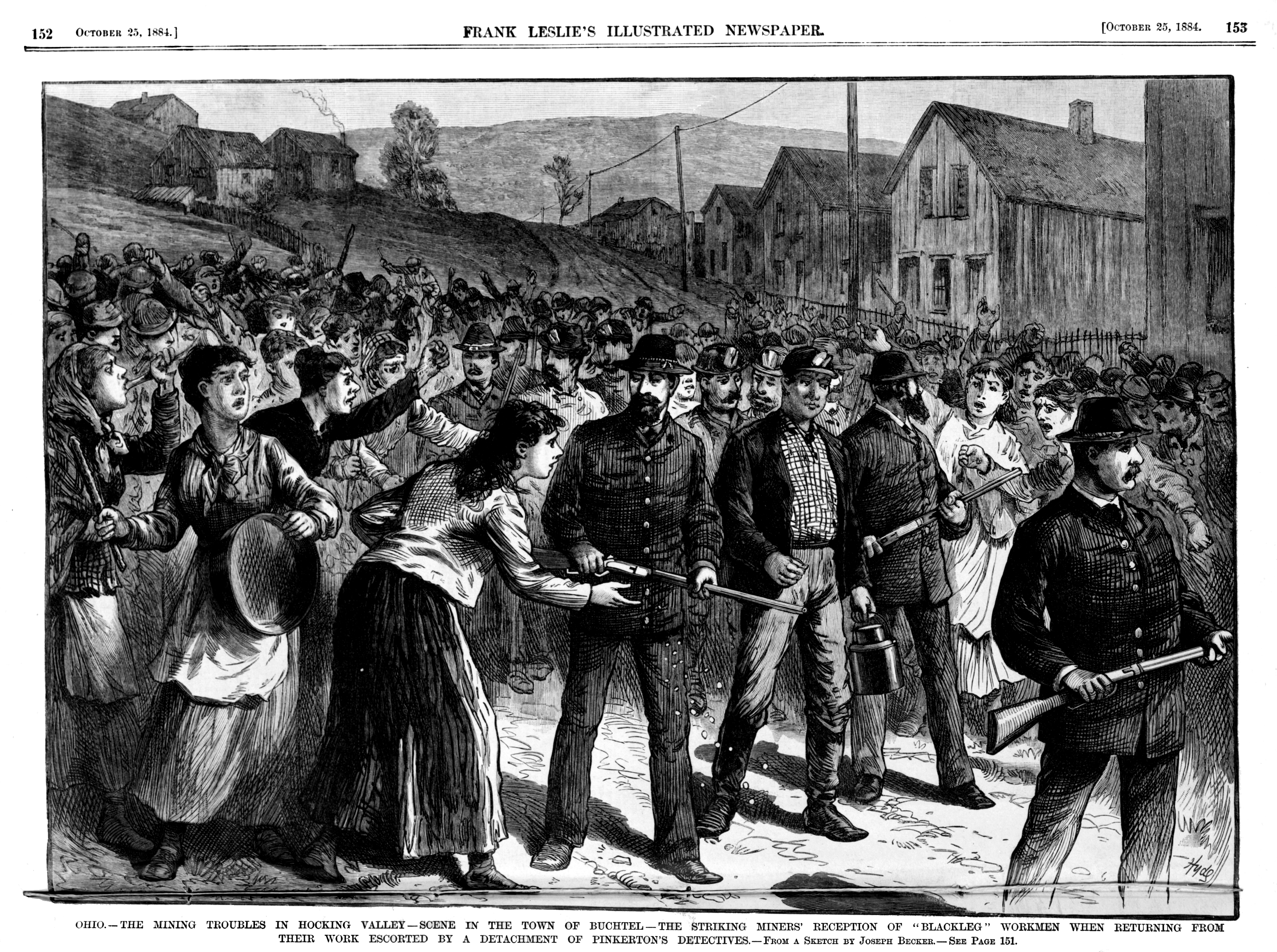
Agenci Pinkertona eskortują łamistrajków w Buchtel, Ohio, 1884

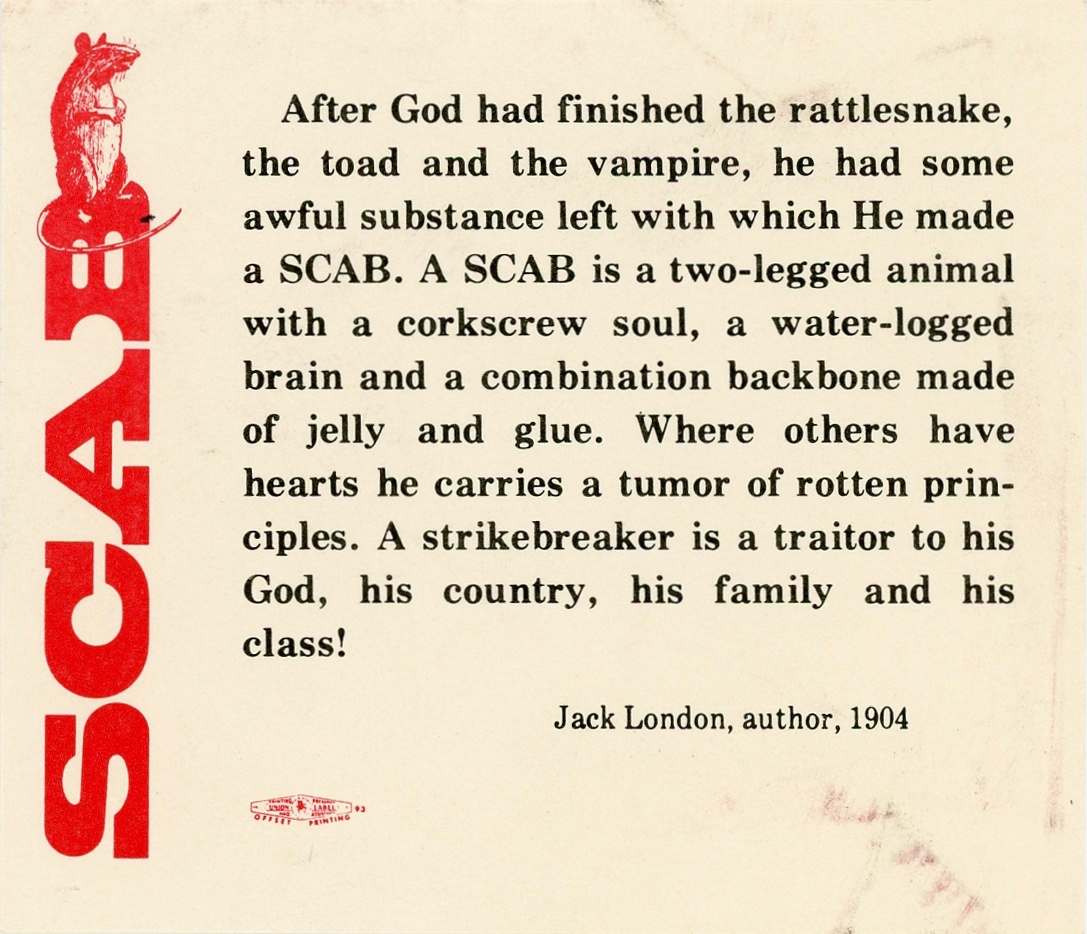
Plakat przeciw łamistrajkom Robotników Przemyslowych Świata z cytatem z Jacka Londona definiującym łamistrajka -strupa.

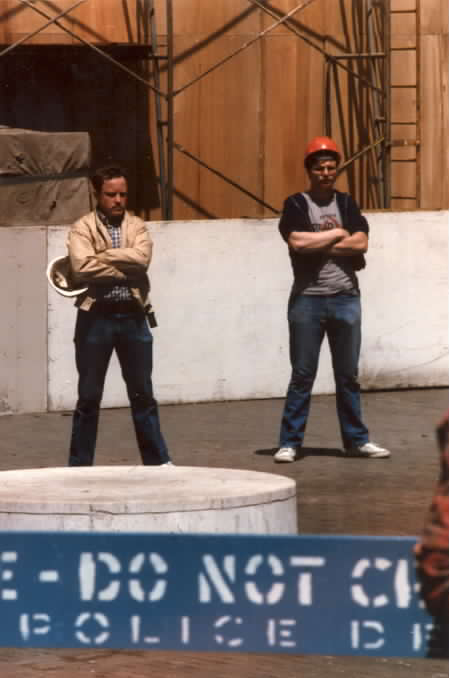
Łamistrajkowie przed Chicago Tribune w czasie strajku w 1986 roku.

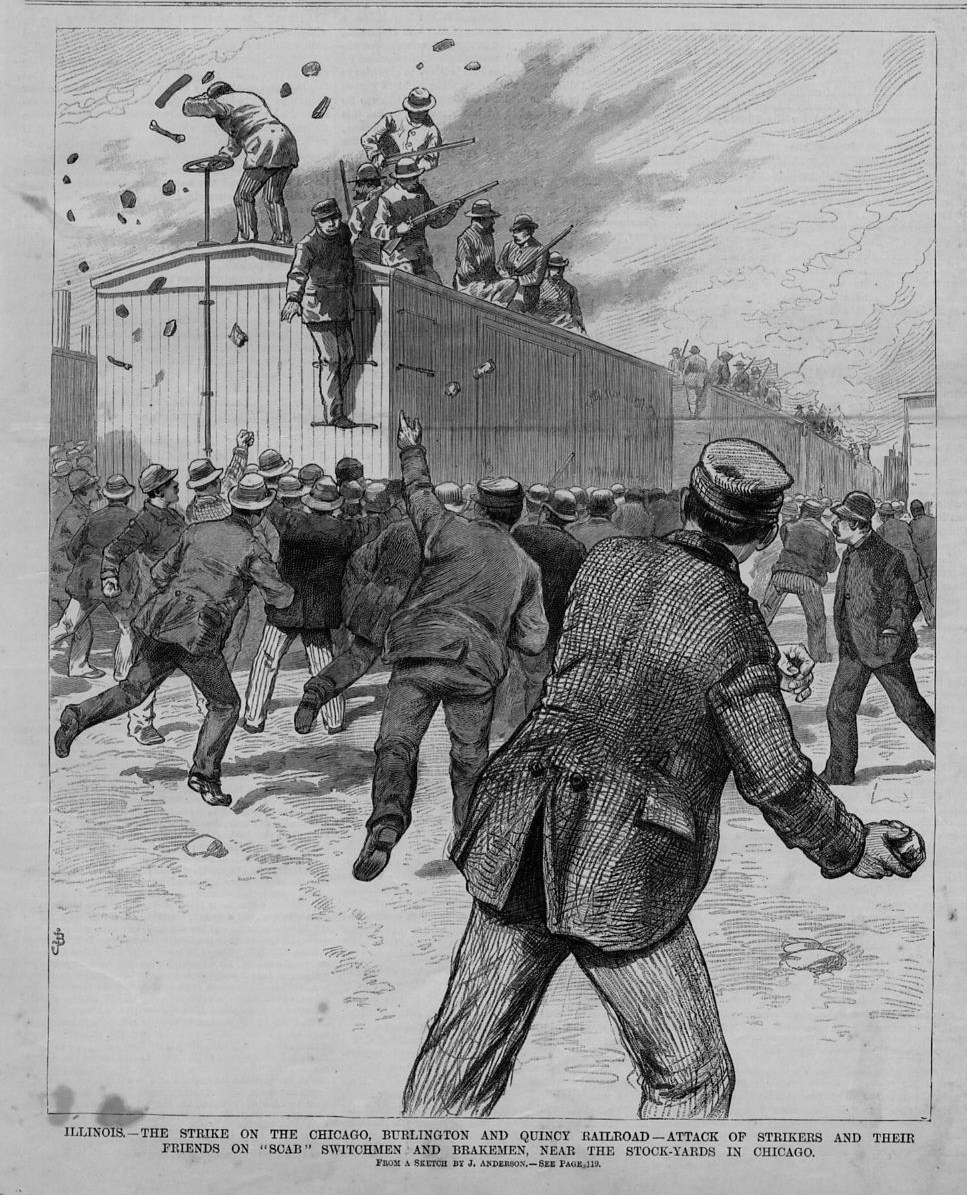
Strajkujący atakujący łamistrajków w pociągu podczas strajku na kolejach firmy Chicago, Burlington and Quincy Railroad, w 1888 roku

Łamistrajk – osoba, która pracuje pomimo trwającego strajku. Łamistrajkami są zazwyczaj osoby, które nie były zatrudnione w firmie przed sporem związkowym, a zostały zatrudnione po strajku lub w jego trakcie, aby utrzymać działanie przedsiębiorstwa. „Łamistrajkami” można również nazywać pracowników (członków związku lub nie), którzy przekraczają linie pikiet, aby pracować.
Wykorzystanie łamistrajków jest zjawiskiem ogólnoświatowym; jednak wiele krajów uchwaliło przepisy zakazujące ich używania, aby dać więcej uprawnień uzwiązkowionym pracownikom. Od 2002 roku łamistrajków używano znacznie częściej w Stanach Zjednoczonych niż w innych krajach uprzemysłowionych.

## Prawo międzynarodowe
Prawo do strajku nie jest wyraźnie wymienione w żadnej konwencji Międzynarodowej Organizacji Pracy (MOP), jednak Komitet MOP ds. Wolności Stowarzyszeń ustanowił zasady dotyczące prawa do strajku w drodze trwających orzeczeń. Wśród traktatów dotyczących praw człowieka tylko Międzynarodowy Pakt Praw Gospodarczych, Społecznych i Kulturalnych zawiera klauzulę chroniącą prawo do strajku.
Jednak, podobnie jak Karta Społeczna z 1961 r., Pakt zezwala każdemu krajowi sygnatariuszowi na zniesienie prawa do strajku. Komitet MOP ds. Wolności Zrzeszania się i inne organy MOP zinterpretowały jednak wszystkie podstawowe konwencje MOP jako chroniące prawo do strajku jako istotny element wolności zrzeszania się. Na przykład MOP orzekła, że „prawo do strajku jest nieodłączną konsekwencją prawa do zrzeszania się chronionego Konwencją nr 87”.
MOP doszła również do wniosku, że mimo iż zastępowanie strajkujących nie jest sprzeczne z porozumieniami MOP, niesie ono ze sobą znaczne ryzyko nadużyć i naraża wolności związkowe „na poważne niebezpieczeństwo”. Europejska Karta Społeczna z 1961 r. była pierwszym międzynarodowym porozumieniem, które wyraźnie chroniło prawo do strajku. Jednak Karta Socjalna Wspólnoty Europejskiej pozwala państwom członkowskim UE regulować prawo do strajku.

## Prawa krajowe

### Azja
- Japońskie prawo pracy znacznie ogranicza możliwość angażowania się zarówno pracodawcy, jak i związku w spory pracownicze. Prawo w wysokim stopniu reguluje stosunki pracy, aby zapewnić spokój w pracy i skierować konflikt do rokowań zbiorowych, mediacji i arbitrażu. Zakazuje używania łamistrajków[7].

- Korea Południowa zakazuje używania łamistrajków, chociaż praktyka ta jest nadal powszechna[8].

### Europa
W większości krajów europejskich łamistrajkowie są rzadko używani. W związku z tym rzadko są oni wymieniani w większości europejskich krajowych przepisach prawa pracy. Jak wspomniano powyżej, w gestii państw członkowskich Unii Europejskiej leży określenie własnej polityki w tej dziedzinie.
- W Niemczech obowiązuje prawo pracy, które chroni prawa pracownicze, ale związki zawodowe i prawo do strajku nie są regulowane ustawą. Bundesarbeitsgericht (Federalny Sąd Pracy Niemiec) i Bundesverfassungsgericht (Federalny Trybunał Konstytucyjny Niemiec) wydały jednak wiele orzeczeń, które zasadniczo regulują działalność związków zawodowych, taką jak strajki. Na przykład rady zakładowe nie mogą w ogóle strajkować, ale związki zawodowe zachowują niemal nieograniczoną możliwość strajku. Powszechne korzystanie z rad pracowniczych jednak kanalizuje większość sporów pracowniczych i zmniejsza prawdopodobieństwo strajków. Wysiłki zmierzające do uchwalenia kompleksowej federalnej ustawy o stosunkach pracy, która reguluje strajki, lokauty i użycie łamistrajków, nie powiodły się[9][10].
- Prawo brytyjskie zezwala na łamanie strajków, a sądy znacznie ograniczyły prawo związków do karania członków, którzy działają jako łamistrajkowie[11].

### Ameryka Północna
- Kanada ma federalne przepisy dotyczące stosunków w przemysłowych zakładach pracy, które silnie regulują korzystanie z łamistrajków. Chociaż wiele kanadyjskich związków zawodowych opowiada się dziś za jeszcze silniejszymi przepisami, specjaliści wskazują, że kanadyjskie prawo pracy zapewnia o wiele większą ochronę członkom związku i prawo do strajku niż amerykańskie prawo pracy, co znacząco wpłynęło na rozwój stosunków pracy w Kanadzie[12]. W Quebecu użycie łamistrajków jest nielegalne, ale firmy mogą próbować pozostać otwarte tylko z personelem kierowniczym[13].
- Meksyk ma federalne prawo pracy, które wymaga od firm zaprzestania działalności podczas strajku zgodnego z prawem, skutecznie zapobiegając wykorzystywaniu łamistrajków[2].
- Sąd Najwyższy Stanów Zjednoczonych orzekł w sprawie National Labor Relations Board przeciwko Mackay Radio & Telegraph Co., 304 U.S. 333 (1938), że pracodawca nie może dyskryminować ze względu na działalność związkową w przywracaniu pracowników do pracy po zakończeniu strajku[14]. Orzeczenie skutecznie zachęca pracodawców do zatrudniania łamistrajków, aby związek stracił poparcie większości w miejscu pracy po zakończeniu strajku. Sąd Najwyższy Stanów Zjednoczonych orzekł również, że pracodawcy mają nieograniczone prawo do stałego zastępowania strajkujących łamistrajkami[15].

## Historyczne synonimy w języku angielskim
Łamanie strajków jest po angielsku również znane jako „black-legging” lub „blacklegging” – „czernienie nóg”. Amerykańska leksykograf Stephanie Smith sugeruje, że słowo to ma związek z pastowaniem butów lub z czarna pastą do butów, ponieważ wczesne pojawienie się tego słowa było związane ze strajkiem amerykańskich szewców w 1803 roku. Ale brytyjski ekspert ds. stosunków przemysłowych J.G. Riddall zauważa, że termin ten może mieć konotację rasistowską, ponieważ został użyty w następujący sposób w 1859 roku w Wielkiej Brytanii: „Jeśli odważysz się pracować, uznamy cię za Czarnego (w sensie: Murzyna)…” Leksykograf Geoffrey Hughes zauważa jednak, że zarówno czarna noga, jak i strupy są odniesieniami do choroby, a konkretnie zakaźnej choroby bakteryjnej owiec i bydła- szelestnicy (angl. blackleg), wywołanej przez Clostridium chauvoei. Pierwsze użycie terminu „czarna noga” w odniesieniu do łamistrajków datuje w Wielkiej Brytanii w 1859 roku. Użycie terminu „czarna noga” dla łamistrajka zostało jednak wcześniej odnotowane w 1832 roku podczas procesu posterunkowego George’a Weddella, za zabicie Cuthberta Skipsey, strajkującego górnika, niedaleko Chirton, Newcastle-upon-Tyne. Hughes zauważa, że termin ten był kiedyś powszechnie używany w odniesieniu do łajdaka, złoczyńcy lub osoby niesławnej. Uważa się jednak, że piosenka ludowa z Northumbrii „Blackleg Miner” – „Górnik Łamistrajk” pochodzi ze strajku w 1844 r., który poprzedzał wzmiankę Hughesa. David John Douglass twierdzi, że termin „czarna noga” ma swoje korzenie w górnictwie węglowym, ponieważ łamistrajkowie często zaniedbywali mycie nóg, co zdradzało, że pracowali, podczas gdy inni strajkowali.
Hughes zauważa, że użycie terminu strup/ parch wywodzi się z epoki elżbietańskiej w Anglii i jest znacznie wyraźniej zakorzenione w pojęciu choroby (np. osoby chorej) i chorego wyglądu. Tradycyjne angielskie przysłowie odradzające plotkowanie brzmi: „Kto jest gadułą, jest strupem” (angl. „He that is a blab is a scab”).
John McIlroy zasugerował, że istnieje rozróżnienie między „czarną nogą” a „parchem/ strupem”. Definiuje łamistrajka – strupa jako outsidera, który jest rekrutowany w celu zastąpienia strajkującego pracownika, podczas gdy łamistrajk „czarna noga” to osoba już zatrudniona, która sprzeciwia się demokratycznej decyzji swoich kolegów o strajku i zamiast tego kontynuuje pracę. Fakt, że McIlroy określił, że powinna to być decyzja „demokratyczna”, skłonił historyka Davida Amosa do zakwestionowania, czy górnicy z Nottinghamshire w latach 1984–1985 byli prawdziwymi łamistrajkami – „czarnymi nogami”, biorąc pod uwagę brak demokratycznego głosowania w sprawie strajku.
Łamistrajkowie są również znani jako pałki/ maczugi (angl. knobsticks). Termin ten wydaje się pochodzić od słowa gałka (angl. knob), w znaczeniu czegoś, co się wyróżnia, odstaje, oraz od angielskiego terminu na grającego w karty „nob” (dosłownie pała, łeb), jako kogoś, kto oszukuje.